# Véletlen hangalaki egyezések a magyar és más nyelvek közt
A magyar és más nyelvek közötti véletlen szóegyezések listája szócikkben meghivatkozott, fonetikai hasonlóság alapján való egyezések listája idegen nyelvek és a magyar között.

## Latin betűs írású nyelvek

### Észt
- persse (persze) - seggbe

### Lengyel
- cipke (csipke) - punci

### Olasz
- a - -ba, -ban, -be, -ben, -nak, -nek, -ul, -ül, -va, -ve stb.
- anti- - ellen
- abusi (a búzi) - visszaélések
- bassa (bassza) - alacsony (nn), alföld, apály, lapály
- belato (beláto) - bégetés, mekegés
- ciclo (csiklo) - ciklus
- curva (kurva) - kanyar, görbe
- intesi (intézi) - megegyezettek (igenév)
- serva (szerva) - szolgáló

### Román
- bir  -  adó
- borș (bors) - savanyú leves
- chingă (kinga) - gyeplő, heveder
- feri - megvéd, megóv
- foșni (fosni) - zizeg, suhog
- fut  -  baszik
- halal (hálál) - brávó, remek, szép kis ...
- oraș (orás)  -  város
- moș (mos)  -  öregember
- șuta (sutá)  -  lő, rúg

## Cirill betűs írású nyelvek

### Orosz
- собачка (szobácska) - kiskutya
- согласна (szaglászna) - elégedett (nn)

## Egyéb írásrendszerek

### Japán nyelv
- 万朶 (banda) – sok (virágos) ág
- 蛮行 (bankó) – barbár cselekedet
- 馬鹿 (baka) – hülye
- 馬車 (basa) – lovaskocsi
- 分光 (bunkó) – spektrum
- 武将 (busó) – katonai parancsnok
- 無精 (busó) – lustaság
- 豚 (buta) – sertés
- 地溝 (csikó) – tektonikus árok
- 治効 (csikó) – kezelés hatékonysága
- 恥垢 (csikó) – szmegma
- 超過 (csóka) – meghaladás, túllépés
- 釣果 (csóka) – horgászzsákmány
- 朝家 (csóka) – a császári háztartás/család
- 長老 (csóró) – idősebb (pl. buddhista pap)
- 嘲弄 (csóró) – gúny
- 調和 (csóva) – összhang, egyetértés
- 中層 (csúszó) – középső réteg
- 嫩芽 (donga) – csíra
- 不当 (futó) – igazságtalanság, meg nem érdemelt (rossz)
- 埠頭 (futó) – rakpart
- 犠打 (gida) – pöcizés (baseballban)
- 愚蒙 (gumó) – ostoba
- 版画 (hanga) – fametszet(tel készült kép)
- 破損 (haszon) – kár, sérülés
- 破綻 (hatan) – tönkremenés
- 飛泉 (hiszen) – vízesés
- 卑賎 (hiszen) – alacsony osztály
- 威厳 (igen) – fenségesség, méltóság
- 異言 (igen) – nyelveken szólás
- 遺恨 (ikon) – ellenszenv, ellenségeskedés
- 今 (ima) – most
- 居間 (ima) – nappali (szoba)
- 花瓶 (kabin) – virágváza
- 過敏 (kabin) – túlérzékenység
- 課長 (kacsó) – osztályvezető
- 家長 (kacsó) – családfő
- 可聴 (kacsó) – hallható
- 蚊帳 (kaja) – szúnyogháló(s sátor)
- 書き (kaki) – írás
- 噛む (kamu) – rág, harap
- 官庁 (kancsó) – kormányhivatal
- 艦長 (kancsó) – hadihajó kapitánya
- 冠 (kanmuri) – korona, fejdísz; <női utónév>
- 鉋 (kanna) – gyalu
- 活版 (kappan) – nyomtatás, tipográfia
- 過労 (karó) – munkában való túlhajszoltság
- 傘 (kasza) – esernyő, napernyő
- 褐炭 (kattan) – barnaszén, lignit
- 欠点 (ketten) – hiányosság, gyenge pont
- 基地 (kicsi) – bázis
- 既知 (kicsi) – (már/jól) ismert
- 駒 (koma) – sakk- vagy sógifigura, kis ló
- 高楼 (kóró) – felhőkarcoló
- 交差 (kósza) – kereszteződés
- 巧詐 (kósza) – ügyes megtévesztés
- 草 (kusza) – fű
- 空想 (kúszó) – fantázia, képzelet
- 万劫 (mangó) – örökkévalóság
- 満腔 (mankó) – szívből jövő, őszinte
- 模倣 (mohó) – utánzás
- 猛火 (móka) – tomboló tűz
- 問答 (mondó) – kérdések és válaszok, párbeszéd
- 殴打 (óda) – ütés, verés
- 離合 (rigó) – szövetkezés és szakítás, találkozás és elválás
- 廊下 (róka) – folyosó
- 老化 (róka) – idősödés
- 島 (sima) – sziget
- 肖像 (sózó) – arckép
- 砂防 (szabó) – erózió elleni védekezés
- 猿 (szaru) – majom
- 蕎麦 (szoba) – hajdina vagy hajdinából készült étel
- 早晩 (szóban) – előbb-utóbb
- 操舵 (szóda) – hajó kormányzása
- 端雅 (tanga) – elegáns, kifinomult
- 渡洋 (tojó) – tengerentúli
- 嘘だ (uszoda) – Ez hazugság!